# Skovbavianer
Skovbavianer (Mandrillus) er en slægt af bavianer i marekattefamilien med to medlemmer: mandril og dril.